# Kraftwerk Finnfors
Das Kraftwerk Finnfors ist ein Wasserkraftwerk in der Gemeinde Skellefteå, Provinz Västerbottens län, Schweden, das den Skellefte älv zu einem Stausee aufstaut. Ein erstes Kraftwerk wurde von 1906 bis 1908 errichtet; es ging 1908 in Betrieb. Das neue Kraftwerk ging 1955 in Betrieb. Das Kraftwerk ist im Besitz von Skellefteå Kraft und wird auch von Skellefteå Kraft betrieben.

## Absperrbauwerk
Das Absperrbauwerk besteht aus einer Wehranlage mit vier Wehrfeldern und einer Höhe von 10 m auf der linken Flussseite und dem Maschinenhaus des neuen Kraftwerks auf der rechten Flussseite.
Das minimale Stauziel liegt bei 143,22 m, das maximale bei 144,22 m über dem Meeresspiegel. Das Bemessungshochwasser liegt bei 701 m³/s; die Wahrscheinlichkeit für das Auftreten dieses Ereignisses wurde mit einmal in 100 Jahren bestimmt. Das größte anzunehmende Hochwasser wurde mit 1247 m³/s berechnet.

## Kraftwerk

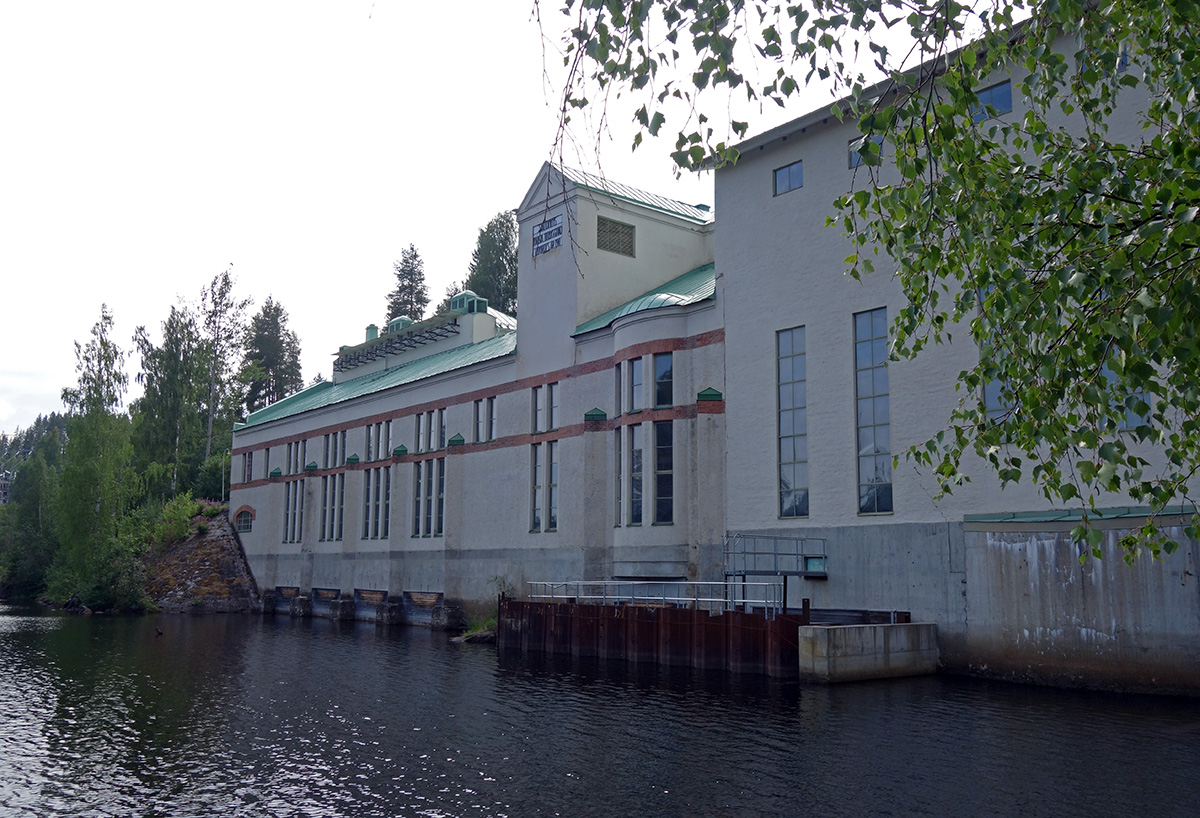
Das Maschinenhaus des alten Kraftwerks von 1908; die Erweiterung von 1935 befindet sich rechts.

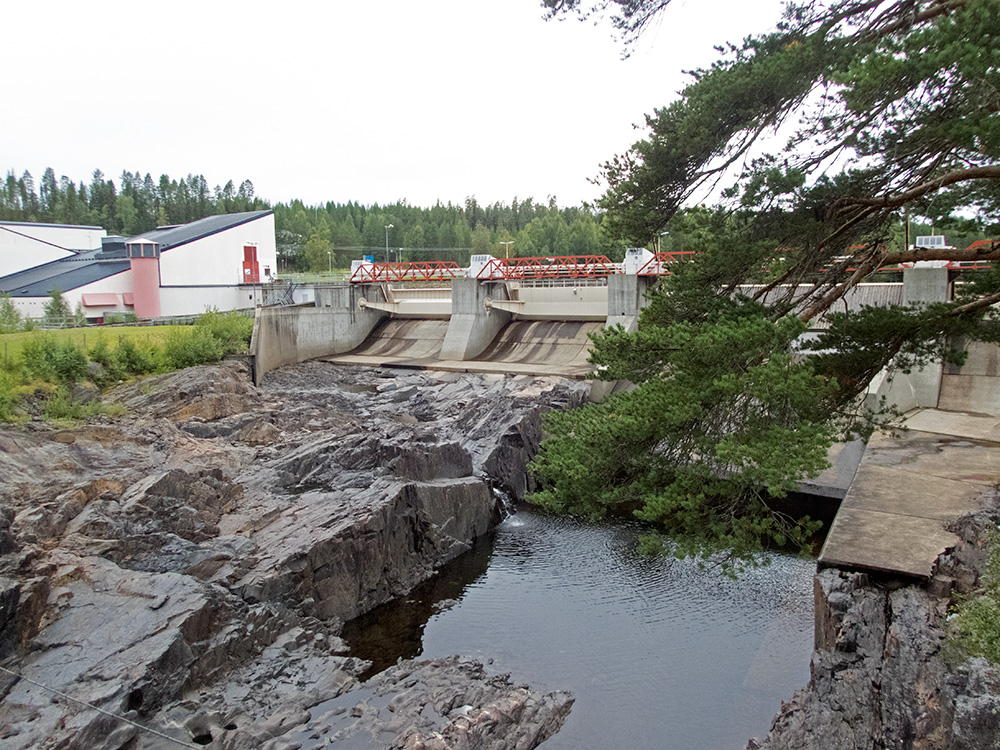
Das Maschinenhaus des neuen Kraftwerks (links) mit der Wehranlage

Im August 1906 beschloss der Stadtrat von Skellefteå die Errichtung eines Kraftwerks bei den Wasserfällen. Es ging am 1. Juli 1908 in Betrieb; zunächst wurde eine Sulfitfabrik in Örviken mit Strom versorgt. Am 2. September wurde dann die Stadt Skellefteå angeschlossen. Finnfors war das erste Wasserkraftwerk, das am Skellefte älv errichtet wurde.
Die installierte Leistung betrug zu diesem Zeitpunkt mit vier Turbinen 3,2 MW. Jede der vier Francis-Turbinen mit horizontaler Welle leistete ca. 0,85 MW. Die Nennspannung der zugehörigen Generatoren lag bei 2,2 kV; die Generatorspannung wurde mittels Leistungstransformatoren auf 33 kV hochgespannt. Die Fallhöhe lag bei 19 (bzw. 20) m.
Die Errichtungskosten einschließlich der elektrischen Ausrüstung betrugen eine Mio. Kronen. Im ersten Betriebsjahr produzierte das Kraftwerk mit den vier Turbinen 16 Mio. kWh. Der Preis für den Strom lag bei 20 Öre je kWh.
Das Kraftwerk wurde von 1910 bis 1912 um eine fünfte Francis-Turbine erweitert; die installierte Leistung erhöhte sich dadurch auf insgesamt 7,6 MW (bzw. 9,1 MVA). Die neue Maschine leistete 4 MW (bzw. 5,5 MVA); die Generatorspannung lag ebenfalls bei 2,2 kV.
Das alte Kraftwerk wurde von 1934 bis 1935 zu seiner heutigen Form ausgebaut; dabei wurde eine weitere Maschine mit einer Leistung von 10 MW (bzw. 12,5 MVA) in einem neu errichteten Maschinenhaus, das sich an das alte anschließt, installiert.
Nach der Errichtung des neuen Kraftwerks wurden die fünf Maschinen aus den Jahren 1906 bis 1912 im Jahr 1955 stillgelegt. Die sechste Maschine von 1935 war bis in die 2000er Jahre in Betrieb und soll renoviert werden, um erneut genutzt zu werden.
Das neue Kraftwerk ging 1955 mit der ersten Maschine in Betrieb; die zweite Maschine wurde 1979 in Betrieb genommen. Es verfügt mit zwei Kaplan-Turbinen über eine installierte Leistung von 42 (bzw. 44 oder 54) MW. Die durchschnittliche Jahreserzeugung liegt bei 228 (bzw. 230 237 240 oder 247) Mio. kWh.
Die Fallhöhe beträgt 20,7 (bzw. 21) m. Der maximale Durchfluss liegt bei 300 m³/s; die mittlere Wasserführung des Skellefte älvs beträgt beim Kraftwerk Finnfors 155 m³/s. Die 1955 in Betrieb genommene Turbine wurde von Kværner geliefert und leistet 18,2 (bzw. 20) MW. Die Fallhöhe dieser Turbine beträgt 20 m und ihre Nenndrehzahl liegt bei 136,4 Umdrehungen pro Minute. Die 1979 in Betrieb genommene Turbine leistet 21 MW.